# X구소년단
X구소년단(X玖少年团, X玖 (X구), XNINE)은 샤오잔, 천쩌시, 구자청, 우자청, 펑추웨, 궈쯔판, 자오레이, 샤즈광, 옌쉬자로 이루어진 중화인민공화국 남성 아이돌로 2015년 11월 말부터 2016년 2월 초에 방영된 생방소 쇼 X Fire 燃烧吧少(X 파이어 타올라라 젊음)을 통해 형성된 EeMedia의 9인조 C-POP 장르의 소년 그룹이다.
9월 23일 싱글 《以己之名(우리 자신의 이름으로)》으로 데뷔하였다. 데뷔 쇼 케이스는 9월 28일에 하였었고, MV는 10월 9일에 발표되었다. 2016년 "첫 팬 카니발 연도 성전" 스타 세력에 오른 올해 신인 그룹 상을 수상하였다.